# Krmná řepa
Krmná řepa (Beta vulgaris var. rapacea) patří do čeledi laskavcovitých (v předchozích taxonomických systémech merlíkovitých), do rodu Beta. Od cukrovky se liší poddruhem, tvarem a barvou bulvy. Má menší počet listů než cukrovka, kratší a tenčí řapíky.
Pěstování krmné řepy bylo známo daleko dříve než pěstování cukrovky, která z krmné řepy vznikla. Krmná řepa má vysokou produkční schopnost. Obsahuje do 1,2 % dusíkatých látek, velmi nízký obsah vlákniny a vysoký obsah cukru (do 10 %). Je velmi ceněna i pro obsah vitamínů a příznivé dietetické účinky.

## Možnosti využití krmné řepy

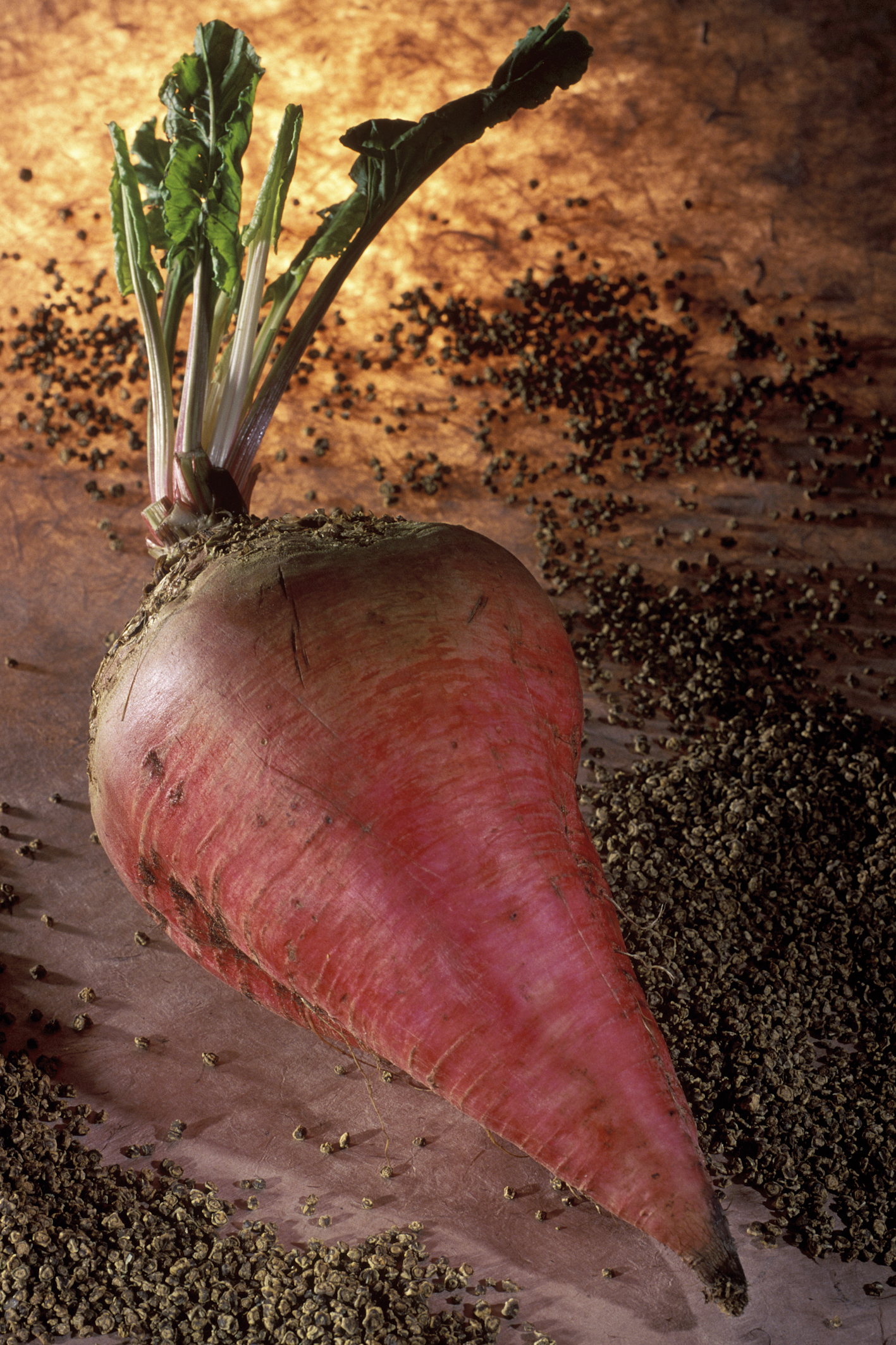
Krmná řepa

Krmná řepa je vysoce stravitelné krmivo s příznivým vlivem na zdravotní stav zvířat, díky obsahu vitamínů, minerálních látek, nízkému obsahu vlákniny. S rozvojem ekologického zemědělství se pro krmnou řepu otevírají nové možnosti. V ekologických systémech pěstování se řadí mezi dobré předplodiny a patří k velmi výnosným okopaninám. Jako biokrmivo je vhodnou plodinou pro masný skot a dojnice chované podle zásad ekologického zemědělství.

## Požadavky na prostředí
Krmná řepa nemá zvláštní požadavky na půdu a podnebí. Daří se jí jak v nížinách, tak i v podhorských a horských oblastech, zvláště tam, kde je dostatečné množství srážek během vegetační doby. Stejně jako cukrovce jí vyhovují půdy písčitohlinité, nesléhavé, dostatečně zásobené humusem, pozemky rovinaté nebo s nepatrným svahem. Nevhodné jsou půdy sléhavé nebo zamokřené či štěrkové, údolní polohy a mrazové kotliny, kde dochází k poškození pozdními mrazíky.
Odrůdy krmné řepy se dělí na objemové, obsahové a přechodného typu. Objemové odrůdy se vyznačují vysokým výnosem bulev a nižším obsahem sušiny. Mají většinou válcovitý tvar a bulva vyčnívá nad zemí. Odrůdy obsahové (krmné polocukrovky) dávají nižší výnos bulev s vysokým obsahem sušiny. Bulvu mají z větší části usazenou v půdě. Při volbě odrůdy krmné řepy je vhodné se zaměřit, v souvislosti se zaplevelením, na rychlý počáteční růst rostlin.